# 김선태 (1961년)
김선태(金仙泰, 1961년 9월 15일 ~ )는 대한민국의 천주교 성직자이다. 2017년부터 천주교 전주교구 제8대 교구장 주교이다. 세례명은 사도 요한이다.

## 생애
1989년 사제 서품을 받고, 전동, 둔율동 본당 보좌신부를 거쳐 1991-97년 스위스 프리부르 대학에서 신학을 공부하고 기초신학 박사학위를 받았다. 1997-2001년 전주가톨릭신학원 부원장 겸 성 요셉동산 원목을 거쳐 2001-03년, 2006-09년에 전주가톨릭신학원장을 두 번에 걸쳐 지냈다. 2003년부터는 솔내, 화산동, 연지동 본당 주임신부로 사목한 뒤, 2016년 2월부터 삼천동 본당 주임신부로 일했다.

2017년 3월 14일 전주교구장에 임명돼 같은 해 5월 13일 주교 서품을 받았다.
김선태 주교는 2009년 이명박 정부를 비한하는 시국선언에 전주교구 사제 130여 명과 함께 동참했으며, 2016년에는 천주교 정의구현 전주교구 사제단의 ‘박근혜 퇴진과 민주주의 회복을 위한 시국선언’에도 이름을 올렸다.